# Apricottatura
Apricottatura è un termine tecnico usato in pasticceria. Deriva dalla parola di lingua inglese apricot, cioè albicocca.

## Descrizione
Con apricottatura si intende l'operazione di spalmare la superficie di un dolce di pasta, tipicamente una torta, con una gelatina di frutta, di solito di albicocche, da cui il nome della tecnica. Successivamente al dolce viene applicata una glassa colante o meno.
L'apricottatura rende  più regolare la superficie del dolce stesso e quindi il risultato estetico della glassatura è più uniforme e liscio.
Un esempio famoso di questa tecnica è la torta Sacher glassata al cioccolato, o le torte nuziali a più piani glassate al fondant in uso specialmente in Inghilterra e negli altri paesi anglosassoni.